# Сімомура Йоко
Йоко Сімомура (яп. 下村 陽子, кириліз.: Сімомура Йоко, нар. 19 жовтня 1967 року) — японська композиторка і піаністка, відома плідною роботою в відеоіграх. Після написання саундтреків до понад 45 різних ігор, Сімомура стала однією з найбільших впливових осіб індустрії відеоігрової музики, яку описують як «одну з найвідоміших відеоігрових композиторок у світі».
Сімомура працювала в індустрії відеоігор ще з моменту закінчення музичного коледжу в Осаці в 1988 році. З того часу і до 1993 року вона працювала в компанії Capcom, де повністю або частково створила музику для 16 ігор, у тому числі Final Fight та Street Fighter II: The World Warrior.
З 1993 по 2002 рік, Сімомура працювала на компанію Square, де створила музику ще для восьми ігор. Її праця у Square найбільш відома завдяки саундтреку до гри Kingdom Hearts, який у той самий час став її останнім перед відходом з компанії. Після цього у 2013 році вона почала фриланс кар'єру і відкрила музичну продюсерську компанію Midiplex, першим проєктом якої стала музика для гри Mario & Luigi: Superstar Saga. Незважаючи на статус фрилансерки, вона продовжує працювати над проєктами для Square Enix, зокрема над всіма іграми у серії Kingdom Hearts, а також The 3rd Birthday та Final Fantasy XV.
Її твори набули великої популярності і виконувались на багатьох концертах відеоігрової музики, у тому числі Sinfonia Drammatica, який був зосереджений як на її альбомі «найбільших хітів», Drammatica: The Very Best of Yoko Shimomura, так і на музиці з її попередніх концертів. Музика з кількох її ігор була видана у вигляді альбомів аранжувань та фортепіанних партитур.

## Раннє життя
Сімомура народилась 19 жовтня 1967 року в префектурі Хіого, Японія. Ще в молодому віці у неї з’явився інтерес до музики, і вона почала ходити на уроки гри на фортепіано «у віці чотирьох-п’яти років». Вона почала складати власну музику, хаотично граючи на фортепіано і вдаючи, що складає, врешті-решт це дозволило їй почати придумувати власні твори, перший з яких, з її слів, вона все ще пам’ятає, як грати. Сімомура навчалася в музичному коледжі в Осаці, який вона закінчила в 1988 році за спеціальністю фортепіано.
Після закінчення навчання, Сімомура мала намір стати викладачкою фортепіано і навіть отримала пропозицію вчити у музичному магазині, але бувши протягом багатьох років геймеркою, вона вирішила спочатку спробувати надіслати кілька зразків своєї роботи в різні відеоігрові компанії, які набирали працівників в її університеті. В результаті Capcom запросила її на прослуховування та співбесіду, і їй запропонували там роботу. Її сім'я та викладачі були збентежені такою зміною фокуса, оскільки музика в відеоіграх не користувалася повагою, «вони заплатили їй за навчання у дорогій музичній школі і не могли зрозуміти, чому вона приймає таку роботу», але Сімомура все одно прийняла пропозицію працювати в Capcom.

## Кар'єра
Працюючи в Capcom, Сімомура брала участь у створенні саундтреків для понад 16 ігор, включаючи успішний Street Fighter II: The World Warrior, для якого вона написала усі композиції, крім трьох. Перший саундтрек, над яким вона працювала в компанії, був для гри Samurai Sword 1988 року. Гра Final Fight, у 1989 році, стала першою її працею, музика з якої потрапила до окремого альбому з саундтреками ігор Capcom. Перший альбом із саундтреком, де були ексклюзивно представлені тільки її роботи, з’явився через рік, він складався з музики створеної до гри Street Fighter II.  Незважаючи на те, що вона почала працювати в Capcom як композиторка до консольних відеоігор, з 1990 року вона перейшла до аркадного підрозділу. Вона також була членом внутрішнього музичного гурту компанії під назвою «Alph Lyla», який виконував різну ігрову музику Capcom, включаючи твори, написані самою Сімомурою. Вона кілька разів виступала з гуртом, у тому числі грая на фортепіано під час появи Alph Lyla на фестивалі ігрової музики 1992 року.
У 1993 році Сімомура залишила Capcom, щоб приєднатися до іншої ігрової компанії Square. Вона заявила, що зробила цей крок, бо їй було цікаво писати музику в класичному стилі для фантастичних рольових ігор. В Capcom вона працювала у відділі аркад і не могла перейти в консольний відділ для роботи над рольовою серією відеоігор Breath of Fire, хоча вона і створила один трек для першої гри серії. Її початковим проєктом в Square став саундтрек для рольової відеогри Live A Live 1994 року. Наступного року вона працювала над музикою до Super Mario RPG, і тоді її запросили приєднатися до Норіко Мацуеди в створенні музики до футуристичної тактичної рольової гри Front Mission. Попри те, що вона була перевтомлена, працюючи над обома саундтреками, і на те, що жанр її не цікавив, вона виявилася нездатною відмовитися, після того, як її перша спроба зробити це несподівано зірвалася з появою президента Square, Тецуо Мідзуно. Остання музика на наступні десять років, яку вона створила не самостійно, а спільно з іншим композитором, була до гри Tobal No. 1.
Протягом наступних кількох років вона створила саундтрек до низки ігор, включаючи Parasite Eve та Legend of Mana. З усіх своїх композицій Сімомура вважає саундтрек до Legend of Mana тим, який найкраще висловлює її, він і досі залишається особисто улюбленим Сімомурою. Саундтрек від Сімомури для Parasite Eve на PlayStation був першим, який включав вокальну пісню, оскільки ця консоль мала для цього можливість. У 2002 році вона написала музику для Kingdom Hearts, яка, на її думку, стала найбільш «особливою» для неї, а також послужила переломним моментом у її кар'єрі. Двома іншими важливими моментами в її житті як композиторки вона відмітила саундтреки до Street Fighter II та Super Mario RPG.
Kingdom Hearts мав надзвичайний успіх, продавшись понад чотирма мільйонами примірників по всьому світу. Музику Сімомури часто цитували як один з найбільш важливих елементів гри, а головна композиція була визначена четвертою найкращою композицією до рольових ігор усіх часів. Саундтрек привів до появи двох альбомів фортепіанних аранжувань. Саундтрек до Kingdom Hearts був останнім, над яким вона працювала в компанії Square. Після випуску Kingdom Hearts у 2002 році, Сімомура залишила компанію у зв'язку з відпусткою по вагітності та пологах, а в 2003 році вона вже почала працювати як фрилансерка. Протягом кар'єри вона продовжувала працю, яку почала, перебуваючи у Square, так з моменту відходу вона написала музику для одинадцяти ігор Kingdom Hearts та серії ігор Mario & Luigi від Nintendo. Вона також працювала над багатьма іншими проєктами, такими як Heroes of Mana та різними альбомами аранжувань. У лютому 2014 року Сімомура грала на фортепіано на концерті ретроспективі 25-річниці в Токіо ФМ Холі. Вона виконувала пісні з таких ігор, як Kingdom Hearts, Live a Live та Street Fighter II. Під час виконання «Beware the Forest's Mushrooms» з Super Mario RPG, до Сімомури на сцені приєднався композитор гри Ясунорі Міцуда, який грав на ірландському бузукі. Нещодавно вона склала і спродюсувала більшу частину саундтреку для гри Final Fantasy XV, який почала писати ще у 2006 році, за десять років до виходу гри. Вона також є членкинею музичного лейбла Brave Wave Productions.

## Вплив
Після написання саундтреків до понад 45 різних ігор, Сімомура стала однією з найбільших впливових осіб індустрії відеоігрової музики, яку описують як «одну з найвідоміших відеоігрових композиторок у світі».  Компіляція найкращих творів Сімомури під назвою Drammatica: The Very Best of Yoko Shimomura вийшла у березні 2008 року. Альбом містить повні оркестрації композицій з Kingdom Hearts та багатьох інших ігор, над якими вона працювала. Сімомура заявила, що  вибрала музику, яка була популярною серед шанувальників і добре підходила для оркестровки, але ніколи раніше не виконувалась оркестром. У 2008 році в інтерв’ю Music4Games Сімомура зауважила, що зацікавлена в живому виконанні Drammatica для шанувальників, якщо з’явиться така можливість. У березні 2009 року це бажання було здійснено, коли було оголошено, що Арні Рот буде диригувати Королівською філармонією в Стокгольмі на концерті Sinfonia Drammatica в Стокгольмському концертному залі, який поєднає музику з альбому з виступами концерту «Симфонічні відтінки» Кріса Хюльсбека. Концерт відбувся у серпні 2009 р. У березні 2007 року Сімомура випустила «Murmur», свій перший альбом, який не мав відношення до відеоігор, він состояв з вокальних пісень у виконанні співачки Chata.
Музика Сімомури до Kingdom Hearts складала одну четверту концертів Symphonic Fantasies у вересні 2009 року, які були створені творцями циклу Symphonic Game Music Concert під керівництвом Арні Рота. Головна композиція гри Legend of Mana також була виконана австралійським симфонічним оркестром «Eminence Symphony Orchestra» у межах концерту класичної ігрової музики «A Night in Fantasia 2007».
Музика з оригінального саундтреку до Legend of Mana була аранжована для фортепіано та видана DOREMI Music Publishing. Дві книги збірки музики із цієї серії також були видані як Seiken Densetsu Best Collection Piano Solo Sheet Music — перше та друге видання, де у друге входили треки Сімомури з Legend of Mana. Усі композиції у цих книжках були переписані Асако Нівою як початкові для соло на фортепіано середнього рівня, разом з тим їх звучання було збережено настільки, наскільки це було можливо. Крім того, у вигляді музичних книг Yamaha Music Media були видані ноти на фортепіано з ігор Kingdom Hearts та Kingdom Hearts II.
Перший концертний виступ Сімомури за межами Японії відбувся в Парижі, в листопаді 2015 р. Пізніше того ж місяця вона виступила в El Plaza Condesa у Мехіко. У вересні 2016 року частина її музики з Final Fantasy XV була виконана Лондонським філармонічним оркестром в студії Abbey Road в Лондоні, а також у Бостоні, сама Сімомура грала на фортепіано.

## Музичний стиль
На своєму персональному вебсайті Сімомура перераховує Людвіга ван Бетховена, Фредеріка Шопена та Моріса Равеля як деякі зі своїх головних впливів. Крім того, вона говорила, що протягом довгого часу любила «джаз у стилі лаунж».  Незважаючи на ці впливи та її класичну підготовку, музичні стилі, які вона використовувала протягом своєї кар'єри, включають «рок, електроніку, азійську музику, ембієнт, індастріал, поп, симфонічну музику, оперу, чиптюн тощо». Натхнення для своїх пісень вона черпає у життєвих речах, які її емоційно зворушують, і які вона описує як: «прекрасна картина, декорація, дегустація чогось смачного, аромати, що повертають спогади, радісні та сумні речі... Все, що рухає мої емоції, дає мені натхнення». Сімомура також говорила, що більшість своїх пісень вона придумує, коли робить щось, що «не є частиною її режиму дня, наприклад подорожі». Хоча її вплив переважно класичний, вона відмічала, що, на її думку, її «стиль різко змінився з роками, хоча пристрасть до музики залишається незмінною». Сімомура також говорила, що вона вважає, що важливою частиною «творчого процесу, що стоїть за музикою», є «передача тонкого посилання, що походить з вашої уяви і тримається у слухача, не будучи надто конкретним щодо свого значення», а не лише написання простих тем з очевидним змістом. Вона також заявляла, що її улюбленою композицією є «Dearly Beloved» з гри Kingdom Hearts.

## Твори

### Відеоігри

#### Композиція
| Year | Title                                                       | Notes                                                                        |
| ---- | ----------------------------------------------------------- | ---------------------------------------------------------------------------- |
| 1988 | Samurai Sword                                               |                                                                              |
| 1989 | Final Fight                                                 | створила «Round 5: Bay Area 2 & 3»                                           |
| 1990 | Code Name: Viper                                            | Усі трекі окрім Stage 1 – з Юнко Тамією (немає в титрах)                     |
| 1990 | Gargoyle's Quest                                            | з Харумі Фуджітою (немає в титрах)                                           |
| 1990 | Adventures in the Magic Kingdom                             |                                                                              |
| 1990 | Mizushima Shinji no Daikoushien                             |                                                                              |
| 1990 | Nemo                                                        |                                                                              |
| 1990 | Mahjong School: The Super O Version                         | з Масакі Ізутані (немає в титрах)                                            |
| 1991 | Street Fighter II: The World Warrior                        | з Ісао Абе                                                                   |
| 1991 | The King of Dragons                                         |                                                                              |
| 1991 | Block Block                                                 | з Масакі Ізутані                                                             |
| 1992 | Varth: Operation Thunderstorm                               | з Масакі Ізутані                                                             |
| 1993 | Breath of Fire                                              | створила «Trade City»                                                        |
| 1993 | The Punisher                                                | з Ісао Абе                                                                   |
| 1994 | Live A Live                                                 |                                                                              |
| 1995 | Front Mission                                               | з Норіко Матсуедою                                                           |
| 1996 | Super Mario RPG                                             |                                                                              |
| 1996 | Tobal No. 1                                                 | з кількома іншими                                                            |
| 1998 | Parasite Eve                                                |                                                                              |
| 1999 | Legend of Mana                                              |                                                                              |
| 2000 | Hataraku Chocobo                                            |                                                                              |
| 2002 | Kingdom Hearts                                              |                                                                              |
| 2003 | Mario & Luigi: Superstar Saga                               |                                                                              |
| 2004 | Kingdom Hearts: Chain of Memories                           |                                                                              |
| 2005 | Pop'n Music 13 Carnival                                     | створила «Majestic Fire»                                                     |
| 2005 | Mario & Luigi: Partners in Time                             |                                                                              |
| 2005 | Kingdom Hearts II                                           |                                                                              |
| 2006 | Monster Kingdom: Jewel Summoner                             | з кількома іншими                                                            |
| 2007 | Heroes of Mana                                              |                                                                              |
| 2007 | Kingdom Hearts Re:Chain of Memories                         |                                                                              |
| 2008 | Luminous Arc 2                                              | з Акарі Кайда, Йошіно Аокі, і Шунсуке Накамурою                              |
| 2009 | Mario & Luigi: Bowser's Inside Story                        |                                                                              |
| 2009 | Kingdom Hearts 358/2 Days                                   |                                                                              |
| 2009 | Pop'n Music 17 The Movie                                    | створила «Tomorrow's Oath»                                                   |
| 2010 | Kingdom Hearts Birth by Sleep                               | з Тсуйоші Секіто і Такехару Ішімото                                          |
| 2010 | Kingdom Hearts coded                                        |                                                                              |
| 2010 | Xenoblade Chronicles                                        | з Манамі Кіота і ACE+ (Томорі Куда, Хіройо "CHiCO" Яманака, Кенджі Хірамацу) |
| 2010 | Last Ranker                                                 |                                                                              |
| 2010 | Kingdom Hearts Re:coded                                     |                                                                              |
| 2010 | Radiant Historia                                            |                                                                              |
| 2010 | The 3rd Birthday                                            | з Цуйосі Секіто та Міцуто Сузукою                                            |
| 2011 | Half-Minute Hero: The Second Coming                         | з кількома іншими                                                            |
| 2012 | Kingdom Hearts 3D: Dream Drop Distance                      | з Цуйосі Секіто і Такехару Ісімото                                           |
| 2012 | Demons' Score                                               | створила «Azazel del cielo ardiente»                                         |
| 2013 | Mario & Luigi: Dream Team                                   |                                                                              |
| 2013 | Kingdom Hearts χ                                            |                                                                              |
| 2013 | Exstetra                                                    | створила «Main Theme»                                                        |
| 2014 | Rise of Mana                                                | створила «Where the Heart Beats Free"                                        |
| 2014 | Terra Battle                                                | тільки три трека                                                             |
| 2014 | V.D. -Vanishment Day-                                       |                                                                              |
| 2015 | Chronos Ring                                                | з Кенджі Іто та Еваном Коллом                                                |
| 2015 | Chunithm: Seelisch Tact                                     | створила «Tango Rouge»                                                       |
| 2015 | Kakuriyo no Mon                                             | створила «異邦の守護者»                                                      |
| 2015 | Mario & Luigi: Paper Jam                                    |                                                                              |
| 2016 | The Alchemist Code                                          | з Шинья Танакою та Шигекі Хаясі                                              |
| 2016 | Black Knight and White Devil                                | з Шота Кагеямою                                                              |
| 2016 | Final Fantasy XV                                            | з Тецуя Шибата, Йосіно Аокі та Йосітака Судзукі                              |
| 2017 | Kingdom Hearts 0.2: Birth by Sleep – A Fragmentary Passage  |                                                                              |
| 2017 | Kingdom Hearts χ Back Cover                                 |                                                                              |
| 2017 | Magicians Dead Next Blazing                                 | з Масато Куда та Макото Іїдою                                                |
| 2017 | Egglia: Legend of the Red Cap                               | з Йосітака Хіротою                                                           |
| 2017 | Radiant Historia: Perfect Chronology                        |                                                                              |
| 2017 | Mario &amp; Luigi: Superstar Saga + Bowser's Minions        |                                                                              |
| 2018 | Million Arthur: Arcana Blood                                |                                                                              |
| 2018 | Mario & Luigi: Bowser's Inside Story + Bowser Jr.'s Journey |                                                                              |
| 2019 | Kingdom Hearts III                                          | з Цуйосі Секіто і Такехару Ісімотою                                          |
| 2019 | Rakugaki Kingdom                                            | створила «夢と幻想の円舞曲»                                                  |
| 2019 | Renshin no Astral                                           | з кількома іншими                                                            |
| 2020 | Streets of Rage 4                                           | створила «Shiva»                                                             |
| 2020 | Kingdom Hearts: Melody of Memory                            |                                                                              |

#### Аранжування
| Рік      | Заголовок                                    | Примітки                                                                              |
| -------- | -------------------------------------------- | ------------------------------------------------------------------------------------- |
| 1989 рік | F-1 Dream                                    | оригінальна музика Манамі Мацумае                                                     |
| 1991 рік | Buster Bros.                                 | оригінальна музика Тамайо Кавамото                                                    |
| 2008 рік | Super Smash Bros. Brawl                      | «Tetris: Type A», «Gritzy Desert», and «King Dedede's Theme»                          |
| 2009 рік | Little King's Story                          | Моріс Равель «Boléro»                                                                 |
| 2013 рік | Kingdom Hearts HD 1.5 Remix                  | аранжування та оркестрації оригінальної партитури                                     |
| 2014 рік | Super Smash Bros. для Nintendo 3DS and Wii U | «Magicant / Eight Melodies», «Try, Try Again», «Route 10», та «Ryu Stage»             |
| 2014 рік | Kingdom Hearts HD 2.5 Remix                  | аранжування та оркестрації                                                            |
| 2018 рік | Super Smash Bros. Ultimate                   | «Kass' Theme», «Vega Stage», «Treasure Trove Cove», «Pasta», та «Dance of the Blocks» |
| 2020 рік | The Wonderful 101: Remastered                | з кількома іншими                                                                     |

### Інше
| Year | Title                                               | Notes                                      |
| ---- | --------------------------------------------------- | ------------------------------------------ |
| 1989 | G.S.M. 1500 series ~ Sweet Home                     | аранжувала два трека                       |
| 1992 | Captain Commando -G.S.M. Capcom 5                   | з Alph Lyla                                |
| 1992 | Game Music Festival ~Super Live '92~                | з Alph Lyla                                |
| 1993 | Street Fighter II Collector's Box                   | з Alph Lyla                                |
| 1998 | Parasite Eve Remixes                                | з кількома іншими                          |
| 2004 | Phantasy Star Online Episode I & II Premium Arrange | з кількома іншими                          |
| 2004 | Dark Chronicle Premium Arrange                      | з кількома іншими                          |
| 2004 | Dan Doh!!                                           |                                            |
| 2005 | Best Student Council                                |                                            |
| 2006 | Rogue Galaxy Premium Arrange                        | з кількома іншими                          |
| 2007 | Murmur                                              | альбом з текстом і вокалом створеним Chata |
| 2008 | Drammatica: The Very Best of Yoko Shimomura         |                                            |
| 2009 | Mushihimesama Double Arrange Album                  |                                            |
| 2010 | GeOnDan Rare Tracks Ver. 2.0                        | з кількома іншими                          |
| 2011 | GeOnDan Super Rare Trax: The LAND of RISING SUN     | з кількома іншими                          |
| 2012 | GO! GO! Buriki Daioh!!                              |                                            |
| 2013 | X'mas Collections II                                | з кількома іншими                          |
| 2014 | memória! ~ The Very Best of Yoko Shimomura          |                                            |
| 2014 | Game Music Prayer II                                | з кількома іншими                          |
| 2017 | Napping Princess                                    |                                            |
| 2018 | High Score Girl                                     |                                            |
| 2019 | Ladderless / Oldcodex                               | з кількома іншими                          |
| 2019 | Nocturne                                            |                                            |
| 2020 | Yucho Pay Original Image Song #TOKIWOMEKURUYUBI     |                                            |
| 2021 | Merregnon: Land of Silence                          |                                            |